# Never Gonna Leave This Bed
«Never Gonna Leave This Bed» es una canción de la banda Americana de pop/rock Maroon 5, tomada de su tercer álbum de estudio Hands All Over. La canción es una balada y fue escrita por su vocalista Adam Levine y producida por Robert John "Mutt" Lange. Fue lanzada como el tercer sencillo por A&M/Octone Records el 5 de febrero de 2011. La canción recibió comentarios positivos por parte de muchos críticos musicales, quienes felicitaron la letra de la canción y su dulce sonido. Esta canción ha ganado significantes puestos en las radios de los Estados Unidos y estuvo en la lista de Adult Pop Songs.

## Información
El líder Adam Levine escribió esta canción después de un "fin de semana de juerga." Él dijo a The Sun el 17 de septiembre de 2010: "Yo estaba totalmente agotado y llegué a casa, tomé una guitarra y empecé a escribir esta canción. Es mi favorita del disco. Es la más honesta. Refleja un deseo desesperado por tener a alguien en mi vida, la que no tenía en el momento."

## Promoción
La banda presentó la canción en el programa Tonight Show with Jay Leno el 17 de enero de 2011. La banda también interpretó la canción en el espectáculo previo de la Super Bowl de 2011.

## Vídeo musical
El video musical para la canción fue filmado en varios lugares diferentes, incluyendo Santa Mónica y el centro de Los Ángeles, California. El video musical muestra escenas de Levine y su exnovia están en una cama en 3 lugares  diferentes, incluyendo una cama en la playa de Santa Mónica, una cama en Broadway en Los Ángeles, CA, y una cama en la azotea del Hilton Hotel. El video también transcurre con una actuación de la banda en una pequeña habitación, o caja, en la que la banda va cantando la canción por las calles del centro de Los Ángeles. El vídeo musical fue lanzado el 8 de febrero de 2011 en iTunes. El estreno del video fue realizado el 5 de febrero de 2011 en VH1's Top 20 Video Countdown.

## Lista de canciones
| Standard iTunes version |                              |          |  |
| N.º                     | Título                       | Duración |  |
| 1.                      | «Never Gonna Leave This Bed» | 3:16:08  |  |

## Presencia en las listas
La canción fue lanzada el 5 de febrero de 2011 en la radio Hot adult contemporary y fue la canción más pedida de la semana. La canción debutó en el puesto nº35 de los Billboard's Hot Adult Pop Songs.

## Listas
| País           | Proveedor (es)               | Posición |
| -------------- | ---------------------------- | -------- |
| Bélgica        | Ultratop Flandes             | 14       |
| Chile          | Chile Top 100                | 67       |
| Eslovaquia     | IFPI                         | 61       |
| Estados Unidos | Billboard US Adult Pop Songs | 4        |
| Holanda        | Dutch Top 40                 | 29       |